# Randy Rosario
Pour les articles homonymes, voir Rosario (homonymie).
Randy Miguel Rosario Luperon (né le 18 mai 1994 à Nagua en République dominicaine) est un lanceur gaucher des Twins du Minnesota de la Ligue majeure de baseball.

## Carrière
Randy Rosario signe son premier contrat professionnel en août 2010 avec les Twins du Minnesota. Il commence sa carrière professionnelle dans les ligues mineures en 2011 et celle-ci est interrompue en 2014 par une opération Tommy John au coude droit. À son retour au jeu, cependant, Rosario est capable de lancer sa balle rapide à 156 km/h comme c'était le cas avant sa blessure.
Rosario fait ses débuts dans le baseball majeur comme lanceur de relève pour Minnesota le 2 juin 2017 face aux Angels de Los Angeles.